# لیدی الکساندرا
لیدی الکساندرا (به انگلیسی: Lady Alexandra) یک کشتی است که طول آن ۲۲۵ فوت (۶۸٫۶ متر) می‌باشد. این کشتی در سال ۱۹۲۴ ساخته شد.